# 2013년 세계 아이스하키 선수권 대회

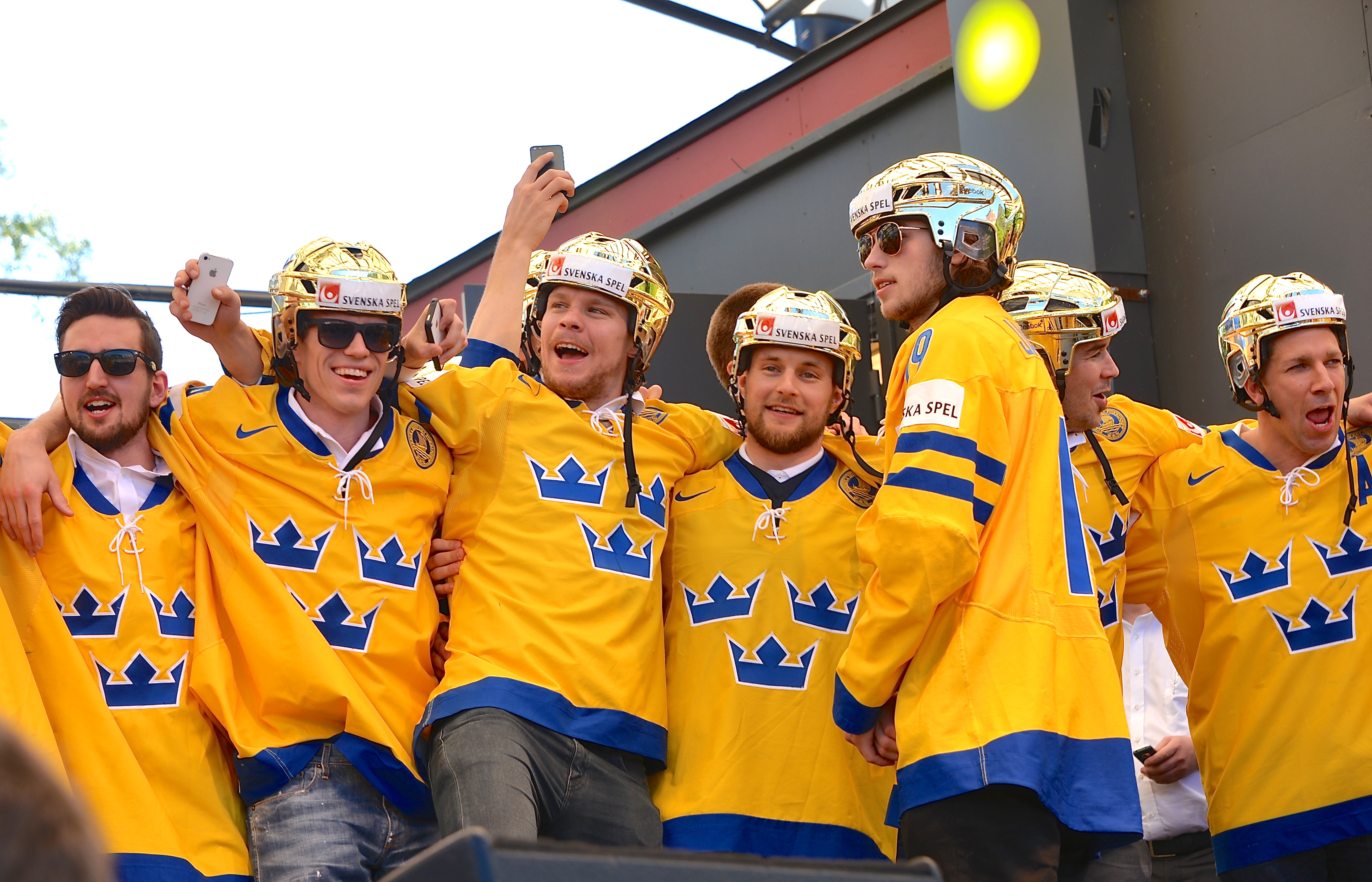

2013년 세계 아이스하키 선수권 대회는 국제 아이스하키 연맹(IIHF)에서 주관하는 제77회 세계 선수권 대회이다. 각국의 아이스하키 대표팀들이 각 등급에 따라 경기를 치를 예정이다.

## 챔피언십
16개국 최상위권 국가들의 챔피언십 대회는 5월 3일 ~ 5월 19일 핀란드 헬싱키와 스웨덴 스톡홀름에서 열릴 예정이다.
| - 체코 - 스웨덴 - 캐나다 - 노르웨이 - 스위스 - 덴마크 - 벨라루스 - 슬로베니아 — 2012년 디비전1에서 승격 | - 러시아 - 핀란드 - 슬로바키아 - 미국 - 독일 - 라트비아 - 프랑스 - 오스트리아 — 2012년 디비전1에서 승격 |

## 디비전 1
디비전 1에 속하는 12개 국가들은 2개 그룹으로 나누어 별도로 경기를 치를 예정이다. 상위권의 A그룹 국가들은 헝가리 부다페스트에서, 하위권의 B그룹 국가들은 우크라이나 도네츠크에서 각각 경리를 치를 예정이다.
| A그룹 - 이탈리아 — 2012년 챔피언십에서 강등 - 카자흐스탄 — 2012년 챔피언십에서 강등 - 헝가리 - 일본 - 영국 - 대한민국 — 2012년 디비전1B에서 승격 | B그룹 - 우크라이나 — 2012년 디비전1A에서 강등 - 폴란드 - 네덜란드 - 루마니아 - 리투아니아 - 에스토니아 — 2012년 디비전2A에서 승격 |

## 디비전 2
디비전 2에 속하는 12개 국가들은 2개 그룹으로 나누어 별도로 경기를 치를 예정이다. 상위권의 A그룹 국가들은 크로아티아 자그레브에서, 하위권의 B그룹 국가들은 터키 이즈미트에서 각각 경기를 치를 예정이다.
| A그룹 - 오스트레일리아 — 2012년 디비전B1에서 강등 - 스페인 - 크로아티아 - 아이슬란드 - 세르비아 - 벨기에 — 2012년 디비전B2에서 승격 | B그룹 - 뉴질랜드 — 2012년 디비전B1에서 강등 - 중화인민공화국 - 불가리아 - 멕시코 - 이스라엘 - 튀르키예 — 2012년 디비전3에서 승격 |

## 디비전 3
디비전 3에 속하는 6개 국가들은 남아프리카 공화국 케이프타운에서 경기를 치를 예정이다.
| 디비전3 - 남아프리카 공화국 — 2012년 디비전2B에서 강등 - 조선민주주의인민공화국 - 룩셈부르크 - 아일랜드 - 아랍에미리트 - 그리스 |